# Powiat śniatyński (Galicja)
Powiat sniatyński – dawny powiat kraju koronnego Królestwo Galicji i Lodomerii, istniejący w latach 1867–1918.
Siedzibą c.k. starostwa był Sniatyn. Powierzchnia powiatu w 1879 roku wynosiła 6,0424 mil kw. (347,68 km²), a ludność 65 558 osób. Powiat liczył 40 osad, zorganizowanych w 38 gmin katastralnych.
Na terenie powiatu działały 2 sądy powiatowe – w Sniatynie i Zabłotowie.

## Starostowie powiatu
- Antoni Vitali (1871–1879)
- Antoni Andaházy (1880[1], 1884[2], 1882)
- Józef Soniewicki (1890)

## Komisarze rządowi
- Franciszek Marcinkiewicz (1871)
- Karol Mühlner (1879)
- Jan Malawski (1882)
- Juliusz Zulauf (1890)